# 鳳潭
鳳潭（日语：ほうたん，1654年—1738年），日本江戶時代中期的學問僧，為日本華嚴宗祖師。
鳳潭在天台宗比叡山出家，寶永元年（1704年）在江戶大聖道場開講華嚴宗，以天台教義來重新詮釋華嚴宗哲學，號稱江戶時代的華嚴宗中興之祖。
享保八年（1723年〉，在京都松尾建立大華嚴寺。